# Praia de Rosema
A Praia de Rosema é uma praia do Arquipélago de São Tomé e Príncipe, localiza-se a Oeste da ilha de São Tomé entre o a Praia das Plancas e a localidade da Ribeira Funda.